# シャルクスミューレ
シャルクスミューレ (ドイツ語: Schalksmühle, ドイツ語発音: [ʃalksˈmyːlə]は、ドイツ連邦共和国ノルトライン＝ヴェストファーレン州アルンスベルク行政管区のメルキッシャー郡に属す町村（以下、本項では便宜上「町」と記述する）である。この町はザウアーラント北西部に位置している。シャルクスミューレは、ノルトライン＝ヴェストファーレン州で最も富裕者の比率が高く、2016年の住民一人あたりの平均年収は 44,486 €/人であった（州平均 26,140 €/人）。

## 地理

### 位置

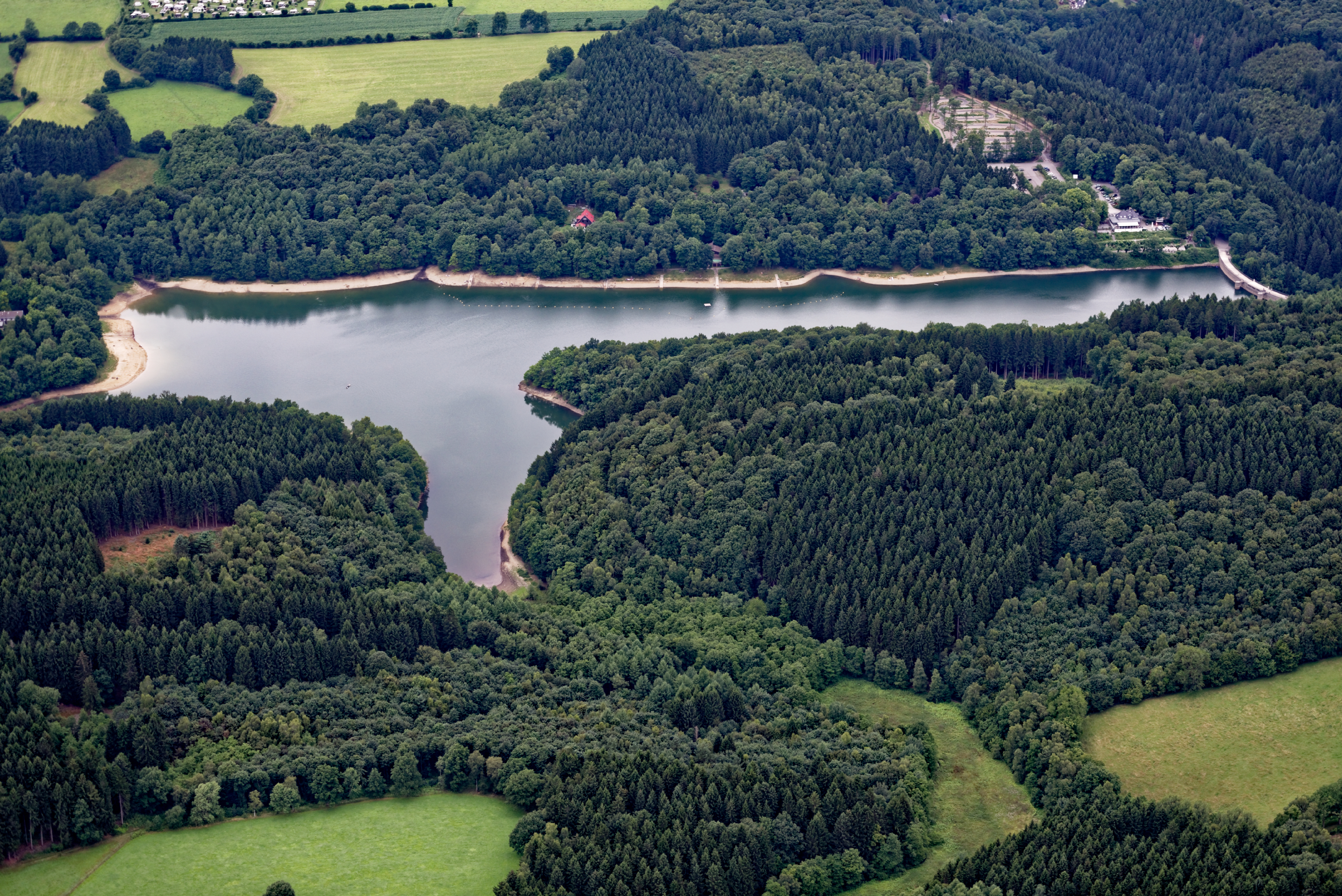
グレールタール堰

シャルクスミューレには、グレール川をせき止めるグレールタール堰がある。グレール川は、同じくシャルクスミューレを流れるフォルメ川の支流である。

### 町域の広がり
シャルクスミューレの町域面積は 38.09 km2 である。このうち 17.46 km2 (45.8 %) が森林である（2015年12月31日現在）。

### 隣接する市町村
シャルクスミューレは、北西はハーゲン（郡独立市）、西はブレッカーフェルト（エネペ＝ルール郡）、南西はハルヴァー、南東はリューデンシャイト、東はアルテナ、北東はナハロート＝ヴィプリングヴェルデ（以上、メルキッシャー郡）と境を接している。

### 自治体の構成
シャルクスミューレは、以下の10地区からなる:
| - ダーラーブリュック - ヘートフェルト - ヒュルシャイト - クラーゲバッハ - レースヴィンケル | - ロトハウゼン - シャルクスミューレ＝ミッテ - シュタルハウス - シュトリュッケン - ヴィンケルン |

これらの地区は、合わせて65の居住区および集落からなる。

## 歴史
現在のヒュルシャイト地区の最も古い文献記録は1308年のもので、ケルン大司教の土地台帳 Liber valoris に中に登場する。1350年にこの地の農民たちは、自由伯領 (Freigrafschaft) を形成した。その勢力が最大に達した時代には、キルヒシュピール・ヒュルシャイトの他にキルヒシュピール・リューデンシャイトの北西部もこれに含まれた。ヒュルシャイト自由伯領は1592年まで存続していた。この年にリューデンシャイト伯がこれを獲得した。1478年以降、この村に裁判所があったことが証明されているが、実際にはこれ以前に存在していたと考えられる。
シャルクスミューレは、1407年5月1日に初めて文献に記録されている。ケルンの商人ゲルヴィーン・オフ・アルテンベッカーフェルトによってブレッカーフェルトの教会に祭壇が寄贈された際に、ケルン大司教フリードリヒの文書に "Schalksmollen in parrochia Halvere"（ハルヴァー教区のシャルクスミューレ）と記述されている。これは、ゲヴィーンが貸し出した土地の一つであった。1845年から1847年にフォルメタールを通る街道が整備され、1873年にフォルメタール鉄道が建設された後も、当分の間、ここは小さな集落に過ぎなかった。交通の便が改善されたことで、徐々に人口が増加し、工業化がなされるようになった。1892年から1898年にかけて、集落の中心としてネオゴシック様式のザールキルヒェが建設された。1888年にアルテナ郡鉄道の「ヘルヴァータール鉄道」が完成し、ハルヴァーと直接結ばれた。1912年10月1日にこの町はハルヴァーから分離され独立した自治体となった。

### 町村合併
現在のシャルクスミューレの町域は、1968年12月18日のアルテナ郡と郡独立市リューデンシャイトの新設に関する法律によって成立した。これにより、それまでのシャルクスミューレとヒュルシャイト（アムト・リューデンシャイト）が合併した。引き続き「シャルクスミューレ」を名乗るアムトに属さないこの町村は1969年1月1日に発足した。
1969年12月16日のエネペ＝ルール郡の新設に関する法律 (GV. NW. S. 940) によって、当時ブレッカーフェルト市（エネペ＝ルール郡アムト・ブレッカーフェルト）に属していたイム・ダール地区は、現在のダーラーブリュックとして併合された。この合併は、1970年1月1日に発効した。

## 住民

### 宗教
2018年8月から福音主義シャルクスミューレ＝ダーラーブリュック教会組織（それ以前は2つの教区に分かれていた）と福音主義ヒュルシャイト＝ヘートフェルト教会組織が存在する。さらにカトリック組織が1つ（ハルヴァー＝シャルクスミューレ＝ブレッカーフェルト＝ダール）と自由福音主義教会がある。

## 行政

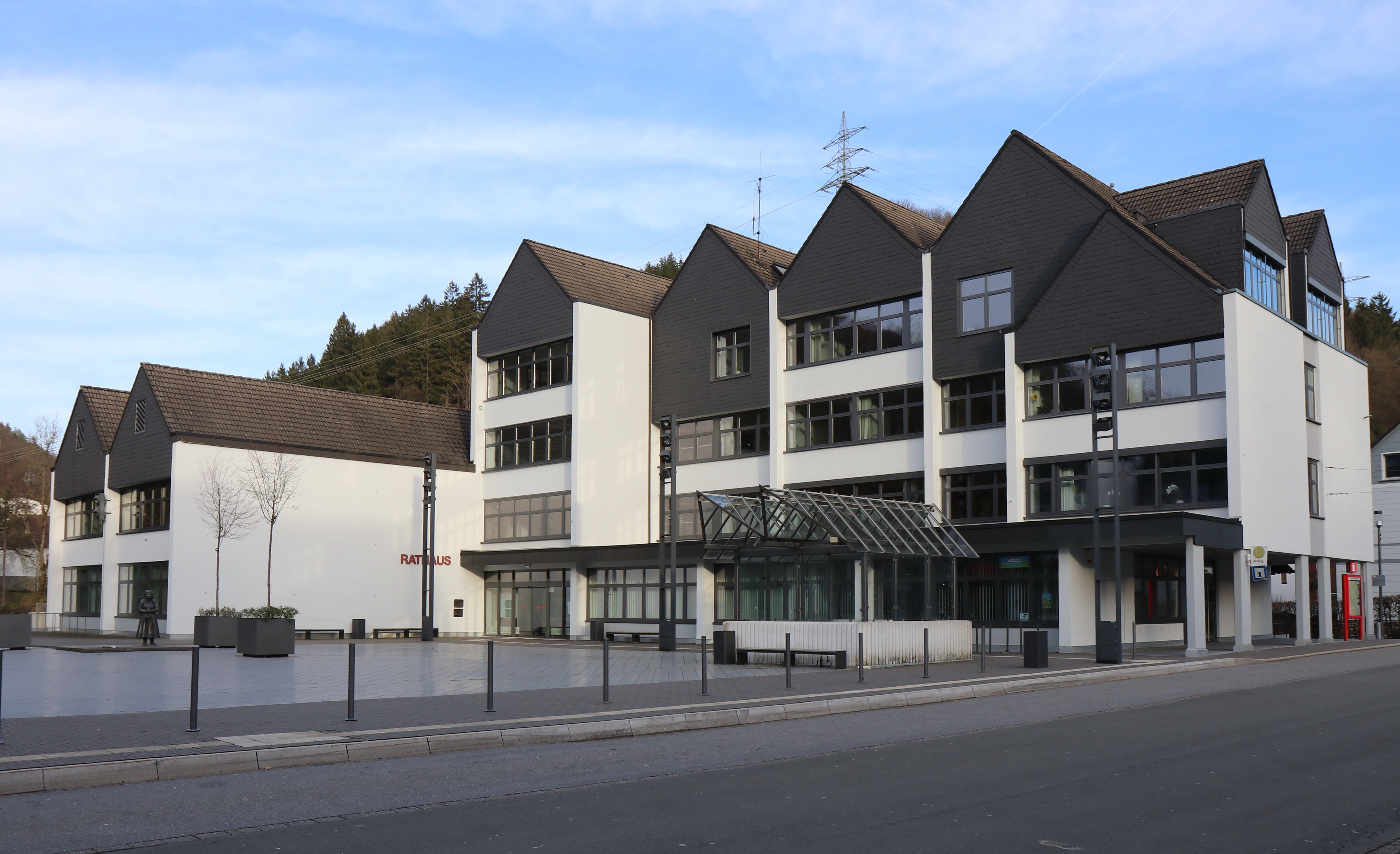
シャルクスミューレの町役場

### 議会
シャルクスミューレの町議会は、28議席からなる。

### 首長
第二次世界大戦以後の首長を列記する。
- 1945年: ヴァルターフレーゼ（軍政府により約半年間町長を委託された）
- 1945年 - 1948年: エルンスト・パリス
- 1948年 - 1964年: エルンスト・ブルーネ
- 1964年 - 1965年: ハンス・シュリーファー
- 1965年 - 1966年: オイゲン・ギュレマン
- 1966年 - 1969年: パウル・ゲルハルト「コニー」ミューレン (UWG)

1969年に自治体の再編がなされた。
- 1969年 - 1991年: パウル・ゲルハルト「コニー」ミューレン (UWG)
- 1991年 - 1999年: ハイデ・バハマン

これまでの首長はいずれも名誉職であった。1999年の自治体法改正以後専任の首長が選出されるようになった。
- 1999年 - 2005年: ヴィルフリート・ケーラー（無所属）2005年8月10日に逝去
- 2006年 - : イェルク・シェーネンベルク（無所属）

### 紋章、印章、旗
この町は、1970年7月21日付けのアルンスベルク行政管区長官の文書により紋章の使用権が認められた。

#### 紋章
図柄: 金地にそれぞれ9つの枡目がある3層の赤と銀の市松模様の帯。帯の上に半分だけ見える黒い羽根車。帯の下は3枚が一束となった緑のセイヨウヒイラギの葉。
解説: この町の紋章は、1969年に合併した2つの旧町村の紋章を組み合わせて構成されている。羽根車（水車 = Mühlrad）はシャルクスミューレの、ヒュルゼブッシュ (Hülsebusch) とも呼ばれるモチノキ（セイヨウヒイラギ）の葉はヒュルシャイトの象徴である。中央に配されているのはマルク伯領を表すマルクの市松帯である。1969年までシャクルスミューレは、下部が空欄になっただけの、よく似た紋章を用いていた。ヒュルシャイトの紋章は、上部がセイヨウヒイラギの枝になる以外はシャルクスミューレの紋章と同様であった。この２つの紋章はどちらも、当時のアルテナ郡の郡長フリッツ・トメーのアイデアに基づき紋章官のオットー・フップがデザインしたものであった。旧紋章は1935年の1月16日（ヒュルシャイト）と3月29日（シャルクスミューレ）に認可されていた。

#### 印章
この町はその印章に紋章のデザインを用いている。これは1970年7月21日付けのアルンスベルク行政管区長官の文書で認可されている。

シャルクスミューレの旗

#### 旗
この町は、1972年3月30日付けのアルンスベルク行政管区長官の文書により旗と幟の使用権を認められた。
旗は、長辺と平行に同じ幅の緑地と赤地に二分割。中央やや旗竿寄りに町の紋章が配置されている。
幟は、長辺と平行に同じ幅の緑地と赤地に二分割。上半分中央に町の紋章が配置されている。

### 姉妹自治体
シャルクスミューレは以下の町と姉妹自治体関係にある
- ワンスベック（英語版）（イギリス、ノーサンバーランド）1970年
  - シャルクスミューレ出身のある若者がベドリントンで仕事をし、そこで後の妻を見つけた。二人はシャルクスミューレに戻り、二人の故郷を姉妹自治体にしようと尽力し、1970年にそれが公式に認められた。1974年にベドリントンはアシントン、ニュービギン＝バイ＝ザ＝シーと合併して新たな都市ワンスベックとなり、姉妹都市関係はこの新しい街に引き継がれた。
- ルーラ（ドイツ、テューリンゲン州）1987年

## 文化と見所

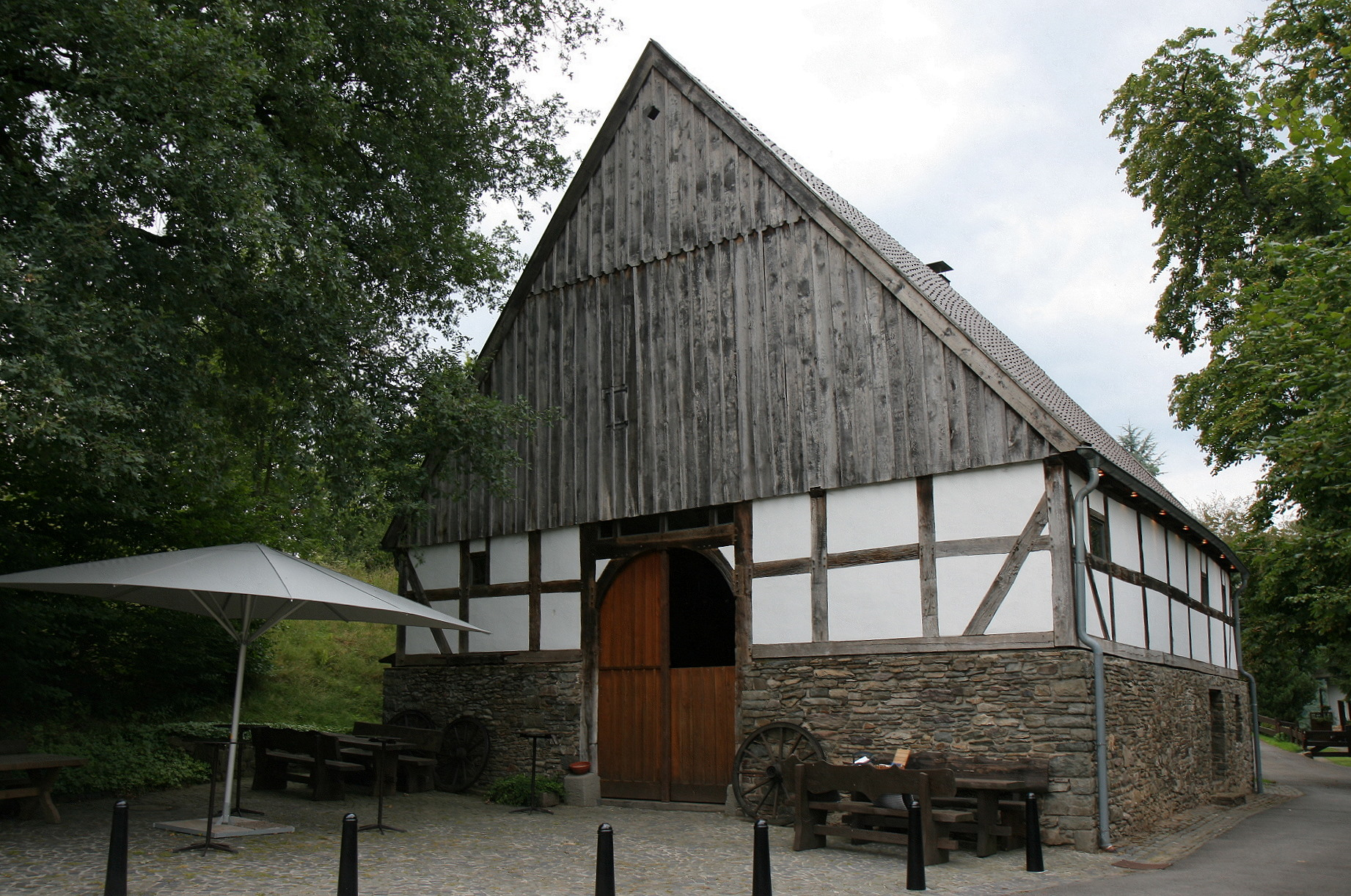
郷土博物館が入居する農家「ヴィッペキュール」

### 博物館
農家「ヴィッペキュール」には郷土博物館が入居しており、農民の生活に関する数多くの展示品を見ることができる。ヘーゲリング狩猟博物館シャルクスミューレ＝ヒュルシャイトでは、この地域の狩猟に関する展示がなされている。

### 演劇
大きな劇場はないが、小さな演劇クラブが存在している。

### 音楽
小さな教会合唱団の他に、やや有名なゴスペルコーラス「リビング・ゴスペル」、「ムジークコルプス・ダーラーブリュッカー・フーザレン 1971 e.V.」、音楽クラブ「ムジークフェライン・ディー・フォルメターラー」、合唱クラブ「ゲザングフェライン・ダーラーブリュック 1878」がある。さらにフォルメタール音楽学校の分校がシャルクスミューレにある。

### 建築
シャルクスミューレのヴィッペキュール墓地のすぐ隣に農家「ヴィッペキュール」がある。この建物は1600年頃に建設された。この歴史的な木組み建築の中で結婚式を開くことができる。

#### 教会

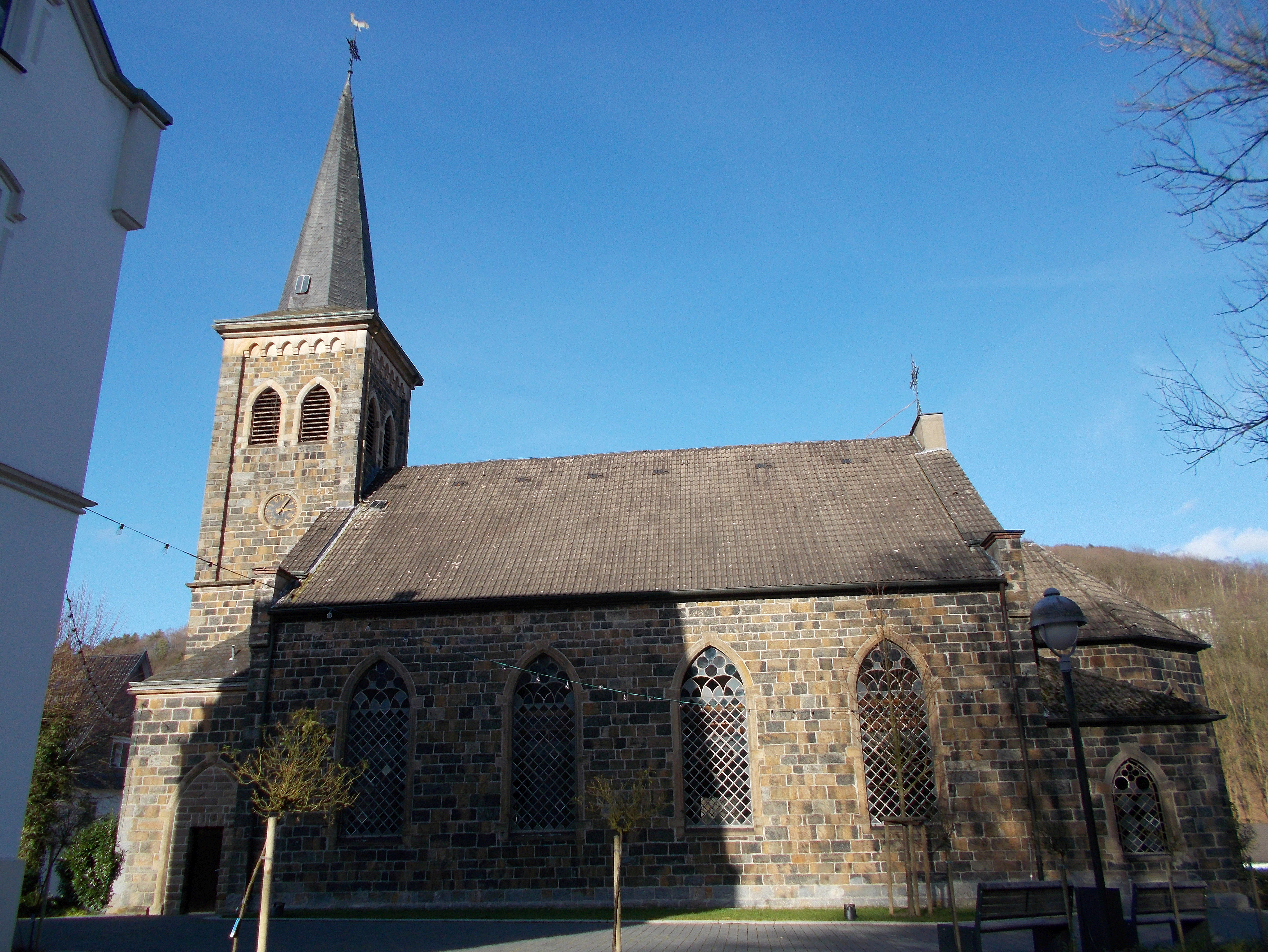
シャルクスミューレの救世主教会

シャルクスミューレ駅の近くにある福音主義の救世主教会は、1892年に建設された。この教会はシャルクスミューレで最初に登録された10件の建築文化財のうちの1軒である。この他に4つの福音主義教会があるが、このうち2つは文化財リストに登録されている。

### 自然・景観文化財
この町の町域は、ザウアーラント＝ロタール山地自然公園に属している。住宅地となっている集落地域や建設計画の適用地域以外の場所は、たとえば自然保護区 (NSG) などのより高度の保護地域に指定されていない限り、景観保護区に指定されている。町内には広さ 22 ha のノットクレフ自然保護区がある。
シャルクスミューレには、フォルメ川に面してフォルメパークがある。この公園は、2014年に多世代型公園に改造された。

### スポーツ

#### ハンドボール
SG シャルクスミューレ＝ハルヴァー (SGSH) は、以下のクラブが参加するハンドボール競技協会である: TuS ハルヴァー 1848 e.V.、TuS シュテッケン＝ダーラーブリュック 1885 e.V.、TuS エッキングハウゼン 1888 e.V.、シャルクスミューラー TV 1893 e.V.。この協会の第1ハンドボールチームはプロの 3. リーガー西部地区に属している。リザーブチームはフェアバンツリーガ・ヴェストファーレの第2クラスに所属している。女子チームと男子の3チームはシニア部門に参加している。若年部門は、ジュニア競技協会 SGSH ユーニオールに設けられている。SGSHは、そのホームゲームをレー体育館（シャクルスミューレ）およびミューレンシュトラーセ体育館（ハルヴァー）で行っている。2018年に「SGSH ドラゴンズ」と改名した。この新しいチーム名は、2018年8月18日から19日の DHB杯競技会で公式に使用された。
シャクルスミューレで2番目に大きなハンドボールクラブが TuS リンシャイト＝ヘートフェルト e.V. である。

#### サッカー
シャルクスミューレには、TuS シュテッケン＝ダーラーブリュック 1885 e.V. と FC アッツリ・シャルクスミューレの2つのサッカークラブがあった。後者は、廃止され、競技会に参加していない。2014年2月3日にシャルクスミューレの町の建設・計画委員会はサッカークラブが利用できるスポーツ施設の建設を決定した。シャルクスミューレ - ヘートフェルトの境界付近に観客席を有する人工芝の競技場が、約76万5千ユーロを費やして建設される。

## 経済と社会資本

### 経済

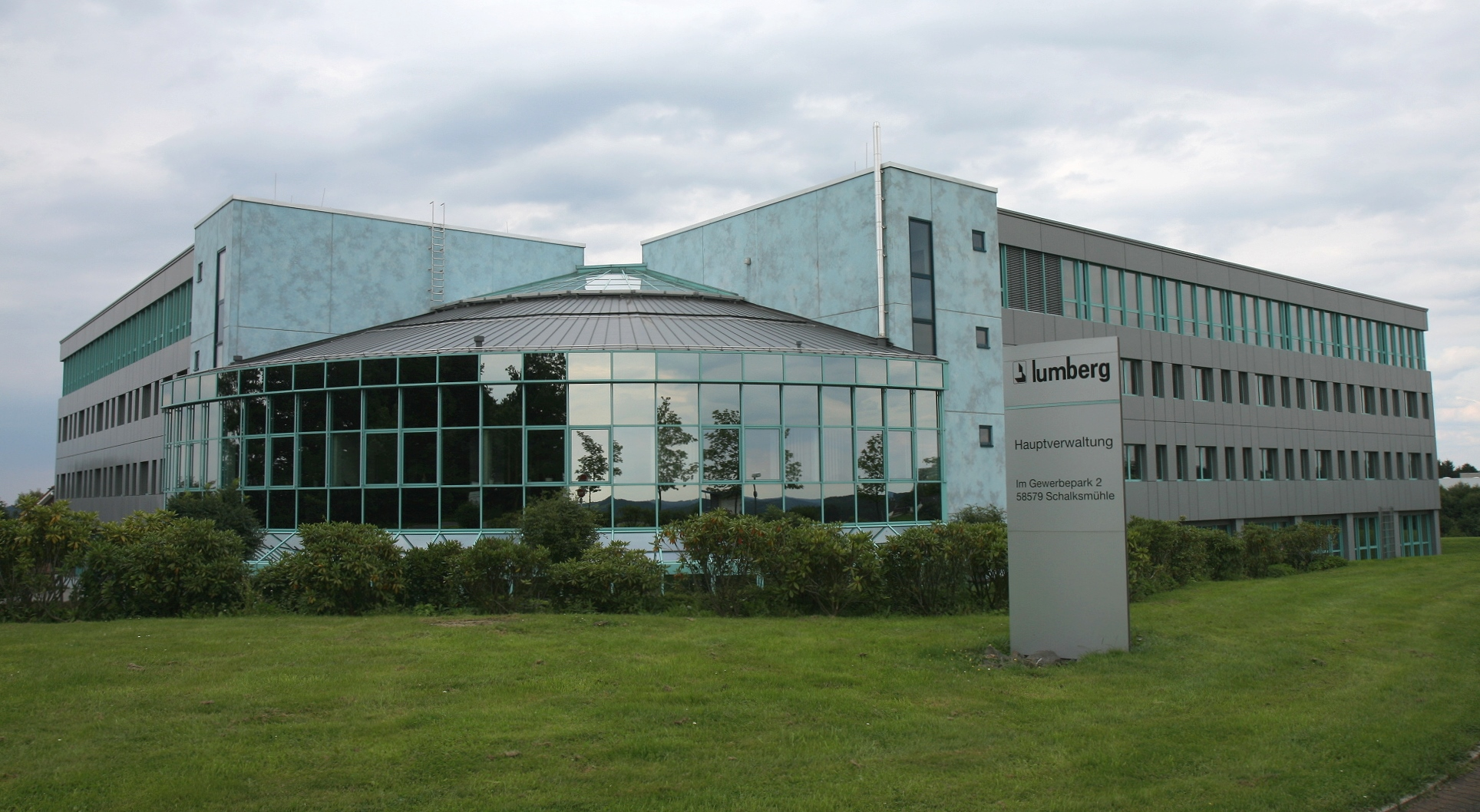
ルンベルク GmbH & Co. KG

シャルクスミューレの経済は、今日まで、特に電子産業が支えている。フォルメタールには多くの中小企業が立地している。たとえば、以下の企業がある: ベルカー GmbH & Co. KG（スイッチメーカー）、ルーテンベック・フェルンメルデテクニーク（建造物、通信技術）、アルブレヒト・ユング GmbH & Co. KG（スイッチメーカー）、ルンベルク GmbH & Co. KG（電子機器組み立て）、ギュンター・シュペルスベルク GmbH + Co. KG、カイザー GmbH & Co. KG、ブッシュ＝イェーガー・エレクトロ GmbH & Co. KG。
ダーラーブリュック地区には、鋳造業者の AMT アルメタル・ギーステクニークがある。その製品には工業向けの鋳物の他に調理用の鋳物も含まれる。
古くから工業化がなされたシャルクスミューレは、メルキッシャー郡で最も工業密度の高い町である。それにもかかわらず、シャルクスミューレは田舎の魅力をとどめてもいる。

### 新興住宅地
シャルクスミューレ西部の高台やヘートフェルト＝「アム・ゴルフプラッツ」（ゴルフ場前）およびレー学校センター近くの「イム・シュラー」といった近年建設された新興住宅地の他に、町はシュタルハウス地区近郊に家族向けの新たな住宅地を計画している。約5万m2の土地に、平均 500 m2 ほどの家を約70軒建設する計画である。検査に合格し、規制当局からの認可が得られれば、2015年に最初の家が建設される。

### 交通

#### 道路
シャルクスミューレは、アウトバーン A45号線（Nr.13 リューデンシャイト北、シャルクスミューレ・インターチェンジ）および連邦道 B54号線経由で広域交通網に接続する。自動車では、「ザウアーラント線」とも呼ばれる A45号線でこの町に来ることができる。

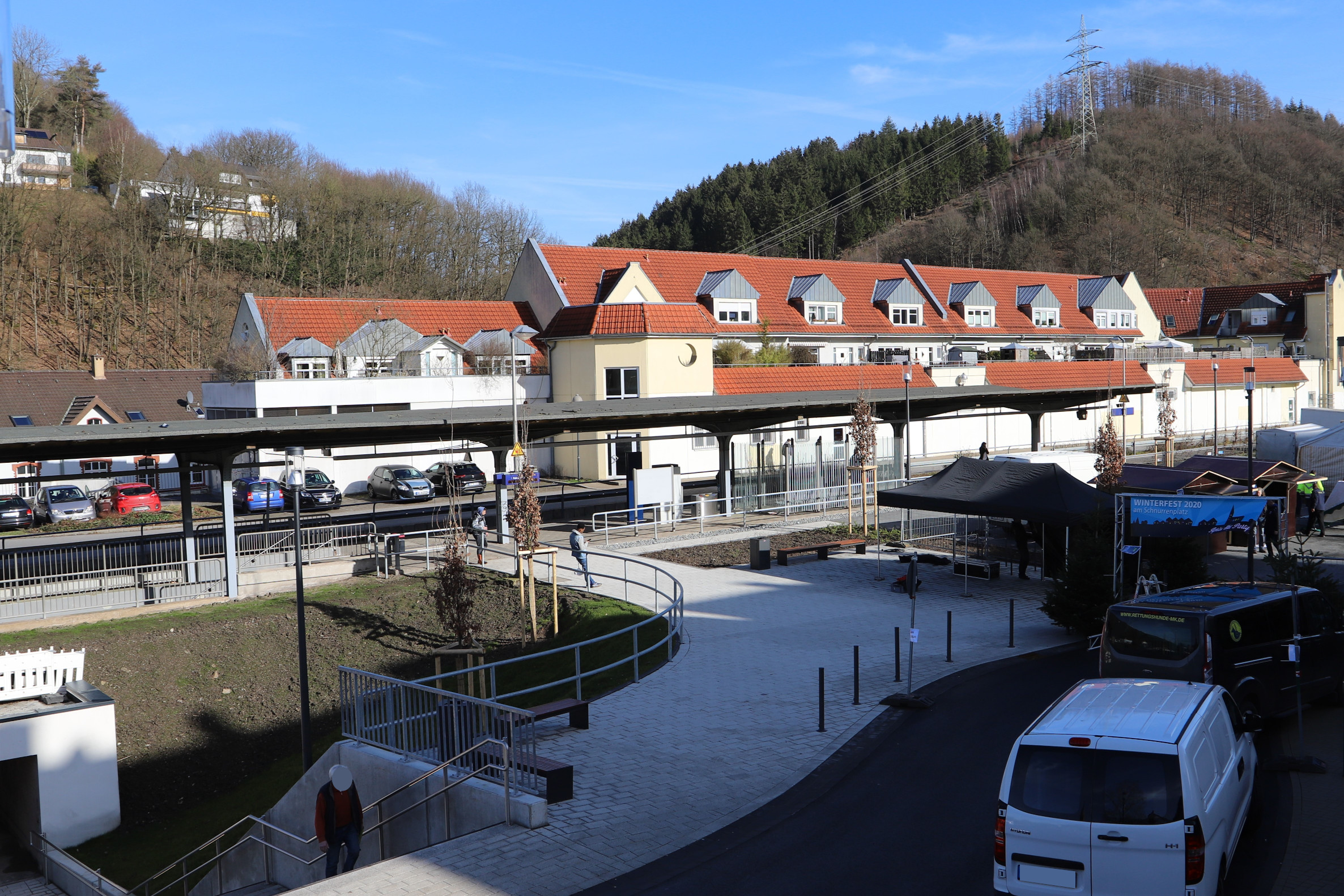
シャルクスミューレ駅

#### 鉄道
鉄道については、シャルクスミューレ駅から、1時間ごとにリューデンシャイト、ハーゲン、ドルトムントとの間を運行しているフォルメタール鉄道が利用できる。
フォルメタール鉄道をシュタットバーンとして運行する計画があった。これが実現すると、ドルトムンの中心街から、ハーゲン市街を経てリューデンシャイトの内市街にまで直接行くことができるはずであった。1997年にハーゲン地域シュタットバーンというコンセプトが提示された。これは交通上の利便性があったものの、コストを理由に実現しなかった。

#### バス交通
バス交通は現在、主にメルキッシェ交通会社 (MVG) とシャルクスミューレ住民バスによって運行されている。この町は、ルール＝リッペ交通共同体に属しており、MVG のバスと同様にフォルメタール鉄道の列車にもその運賃体系が適用される。

#### 航空
国際便が発着する最寄りの空港は、約 50 km 離れたドルトムント空港と、それぞれ約 100 km 離れたケルン/ボン空港およびデュッセルドルフ空港である。これ以外の小さな飛行場としては町外だが遠くない、マイネルツハーゲンとヘルシャイトにある。

### メディア
- 印刷媒体
  - リューデンシャイダー・ナハリヒテン。シャルクスミューレに特化した地方版がある。
  - デア・ボーテ
- ラジオ
  - ラジオ MK。この町のローカルニュースも放送される。
- テレビ
  - シャルクスミューレは WDR のローカル放送局シュタジオ・ジーゲンの管轄地域に属している。

### 健康および社会福祉施設
シャルクスミューレには、2つの薬局と11の診療所および1つの動物医院が存在する。最寄りの病院は、クリニークム・リューデンシャイトまたはハーゲンの病院である。

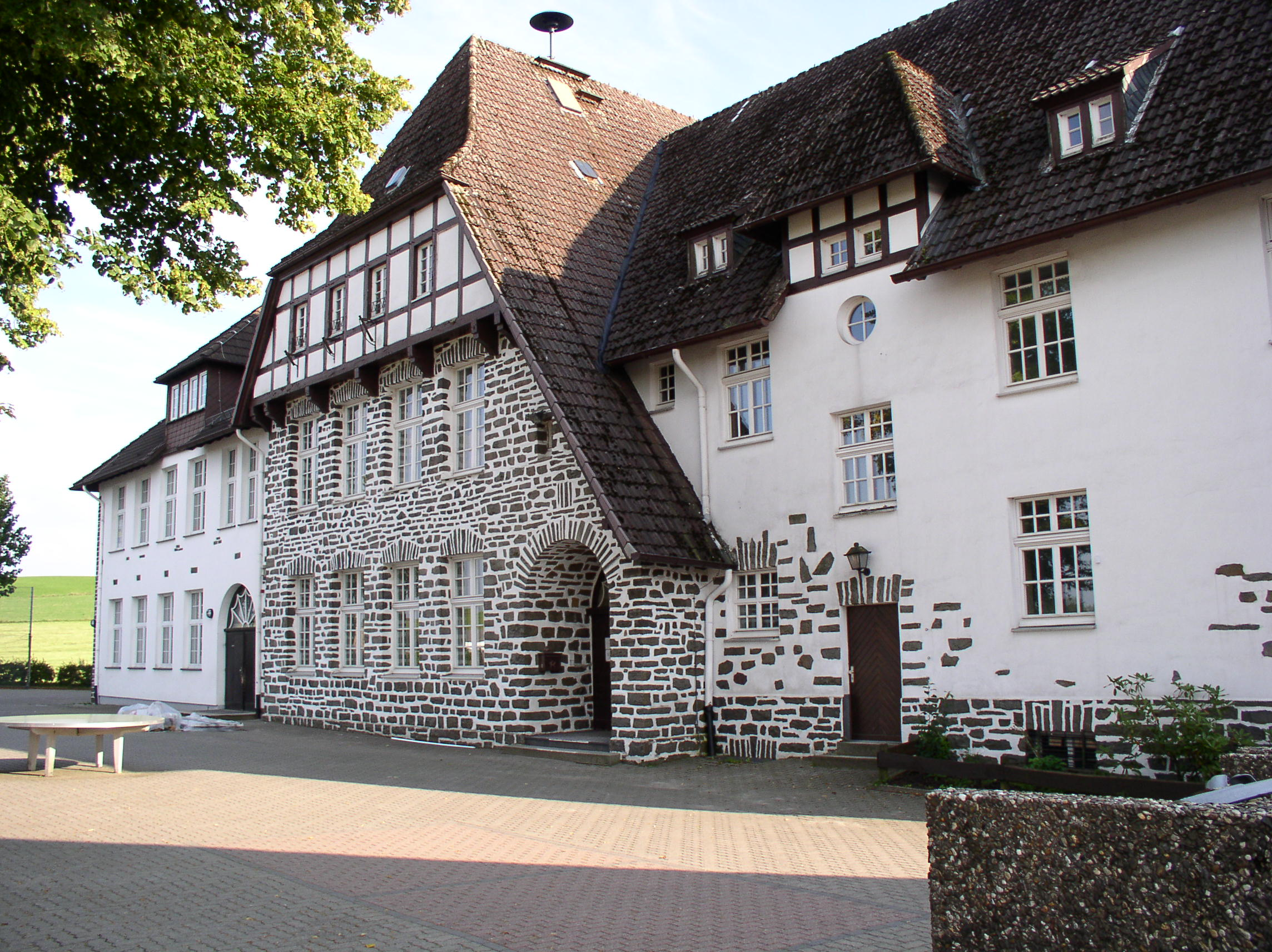
シュポルメッケ基礎課程学校

### 教育
シャルクスミューレには、シュポールメッケ基礎課程学校がある。この他にシャルクスミューレ実科学校（プリムスシューレ）もある。シャルクスミューレ町はフォルメタール音楽学校も運営している。町内に市民大学はないが、フォルメタール市民大学はシャルクスミューレに分校を置いている。シャルクスミューレには幼稚園が6園あり、合わせて365人の園児をケアすることができる。

## 関連図書
- Heimatbund Märkischer Kreis, ed (1983). Kunst- und Geschichtsdenkmäler im Märkischen Kreis. Balve. pp. 678–687